# Ochrolomia tricincta
Ochrolomia tricincta är en insektsart som beskrevs av Hermann Burmeister. Ochrolomia tricincta ingår i släktet Ochrolomia och familjen hornstritar. Inga underarter finns listade i Catalogue of Life.